# Rudnia (obwód kijowski)
Rudnia (ukr. Рудня) – wieś na Ukrainie, w obwodzie kijowskim, w rejonie browarskim, w hromadzie Wełyka Dymerka. W 2001 liczyła 2251 mieszkańców, spośród których 2164 wskazało jako ojczysty język ukraiński, 75 rosyjski, 2 białoruski, 8 ormiański, a 2 inny.